# Венаска
Венаска (італ. Venasca, п'єм. Venasca) — муніципалітет в Італії, у регіоні П'ємонт,  провінція Кунео.
Венаска розташована на відстані близько 510 км на північний захід від Рима, 65 км на південний захід від Турина, 24 км на північний захід від Кунео.
Населення — 1457 осіб (2014).
Щорічний фестиваль відбувається terza неділі вересня. Покровитель — Santa Lucia.

## Демографія
Населення за роками:

Станом на 1 січня 2023 року в муніципалітеті офіційно проживало 68 іноземців з 15 країн, серед них 28 громадян країн Євросоюзу та 3 громадяни України.

## Сусідні муніципалітети
- Бронделло
- Броссаско
- Ізаска
- Паньо
- П'яско
- Россана
- Вальмала